# Nepal Police Club
Der Nepal Police Club (bis 2007 Mahendra Police Club) ist ein Polizeisportverein in Kathmandu (Nepal). Die Herren-Fußballmannschaft spielt in der höchsten Liga des Landes, der A-Division League. Das Heimstadion ist das Mahendra Police Club Stadion, jedoch wurden in der Saison 2006/07 alle Ligaspiele im Dasrath Stadion in Kathmandu ausgetragen.

## Vereinsgeschichte
Gegründet wurde der Verein 1966 zu Ehren des Königs Mahendra Bir Bikram Shah Dev als Mahendra Police Club. Größter Erfolg des Vereins war der Gewinn der Meisterschaft in der Saison 2006/07. Diese Meisterschaft berechtigte zur Teilnahme am AFC President’s Cup. Dort erreichte man auf Anhieb das Finale, welches mit 1:2 gegen Dordoi-Dynamo verloren ging. Da seit 2007 keine weitere Meisterschaft in Nepal stattfand, wurde der Verein, als immer noch amtierender Meister, erneut zum President’s Cup entsandt. 2008 erreichte der Verein nochmals das Halbfinale, musste sich jedoch gegen Dordoi-Dynamo erneut geschlagen geben. Auch 2009 startet der Verein für Nepal im President’s Cup. Von 2010 bis 2012 gewann der Nepal Police Club dreimal in Folge die Meisterschaft.

## Vereinserfolge

### National
- A-Division League
Meister 2006/07, 2010, 2011, 2012
Vizemeister 2004/05[1]
- Nepal National League Cup
Gewinner 1998, 1999

### Kontinental
- AFC President’s Cup
Finalist 2007
Halbfinale 2008